# Shooting Star Warrior
《Shooting Star Warrior》是由Aqours的迷你小隊「Guilty Kiss」於2021年7月28日所發售的首張專輯 。

## 概要
Guilty Kiss的首張專輯，內含3首新曲+9首單曲，以及2首單曲的REMIX版。

## 收錄歌曲
- CD部分
  - 全作詞：畑亞貴

  1. Shooting Star Warrior
    - 作曲：MEG、Kanata Okajima ,編曲：MEG

  2. Deep Sea Cocoon
    - 作曲：MEG、Kanata Okajima ,編曲：MEG

  3. Strawberry Trapper REMIX
    - Remixed by DJ Chika a.k.a. INHERIT

  4. Strawberry Trapper
    - 作曲、編曲：金崎真士（日语：金崎真士）

  5. Guilty Night, Guilty Kiss!
    - 作曲、編曲：R･O･N（日语：R･O･N）

  6. Guilty Eyes Fever
    - 作曲：本多友紀（Arte Refact），編曲：酒井拓也（日语：酒井拓也）

  7.  （脆弱易碎）
    - 作曲、編曲：佐伯高志（日语：佐伯高志）

  8. Shadow gate to love
    - 作曲、編曲：渡邊和紀（日语：渡辺和紀）

  9. Nameless Love Song
    - 作曲：MEG、Kanata Okajima ,編曲：MEG

  10. New Romantic Sailors REMIX
    - Remixed by ulala

  11. New Romantic Sailors
    - 作曲：杉山勝彦、ulala，編曲：ulala

  12. Love Pulsar
    - 作曲、編曲：渡邊未來（日语：渡辺未来）

  13. Phantom Rocket Adventure
    - 作曲、編曲：本多友紀（Arte Refact）

  14. Guilty!? Farewell party
    - 作曲、編曲：YASUSHI WATANABE（日语：渡辺泰司）